# Trzy małe świnki

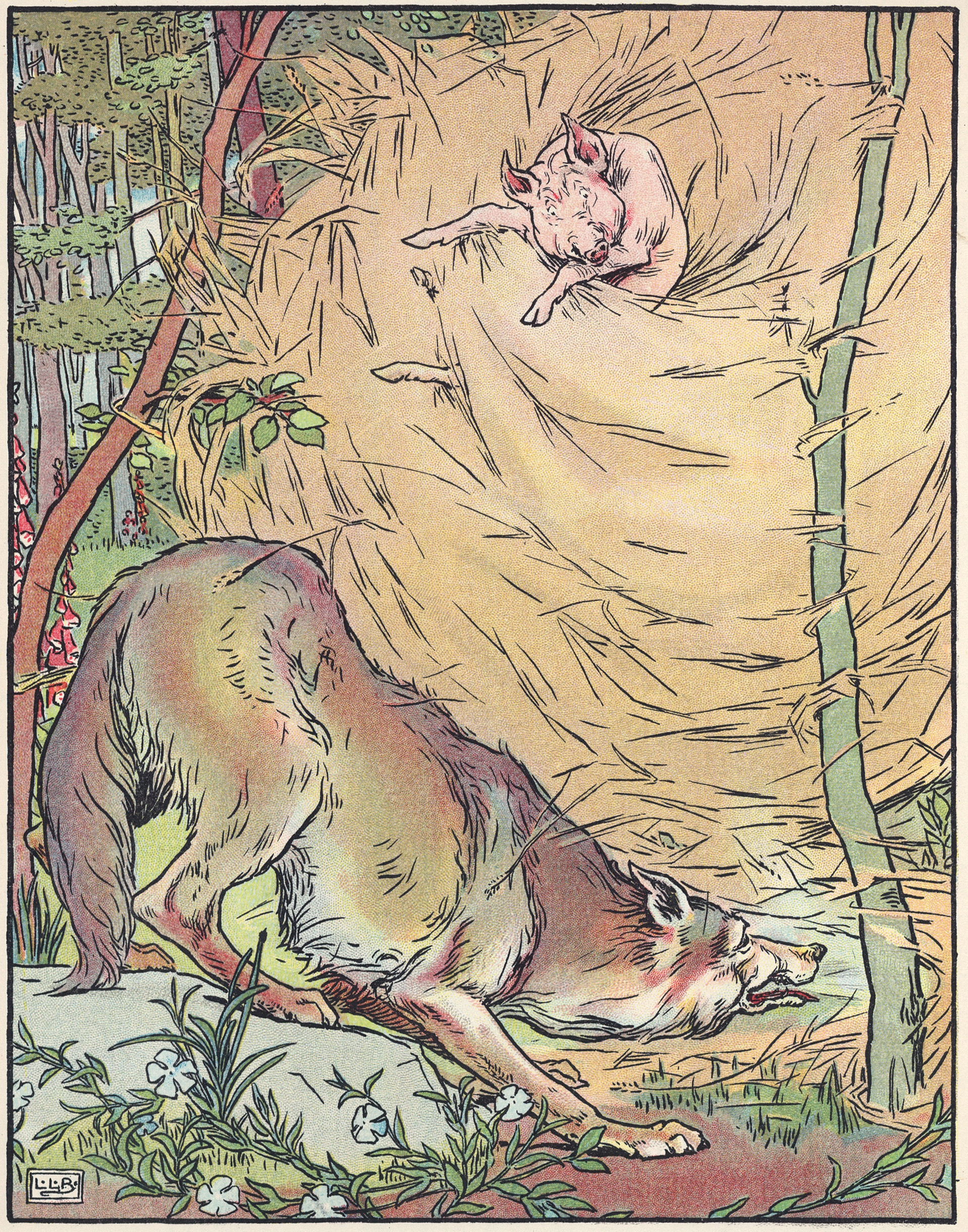
Ilustracja do baśni z 1904 roku

Trzy małe świnki (ang. Three Little Pigs) – angielska baśń ludowa, której głównym bohaterami są trzy świnki i zły wilk.

## Treść
Trzy małe świnki były rodzeństwem, które przemierzały świat, szukając miejsca do zbudowania domu. W końcu świnki znalazły dla siebie odpowiednie miejsce.
Każda postanowiła zbudować dom dla siebie. Jedna zbudowała go ze słomy, druga z drewna, a trzecia – najbardziej pracowita – z cegieł.
Kiedy domy były gotowe, w okolicy pojawił się zły wilk, chciał zjeść świnki. Jedna schroniła się w domku ze słomy, jednak wilk bez trudu go zniszczył. Świnka uciekła do siostry. Obie schroniły się w drugim domku, który wilk także jednak, choć z większym trudem, zniszczył. Obie świnki uciekły do trzeciej świnki i wszystkie trzy schroniły się w jej domku ceglanym. Wilk chciał go zniszczyć jak poprzednie, jednak rozbił sobie na nim głowę. Od tej pory świnki zamieszkały wspólnie w domku ceglanym.

## Adaptacje filmowe
- Trzy małe świnki – krótkometrażowy film animowany produkcji Walta Disneya z 1933 roku
- Skarbczyk najpiękniejszych bajek (Trzy świnki – odcinek 9) – japoński serial animowany z 1995 roku

## Analiza
Postać wilka z tej baśni jest jednym z klasycznych przedstawień antropomorfizowanego wilka w literaturze.